# Jan Cox
Jan Cox (Den Haag, 27 augustus 1919 – Antwerpen, 7 oktober 1980) was een Nederlands-Belgische kunstschilder.
Hij studeerde geschiedenis en archeologie in Gent.
Cox was in 1945 medeoprichter van de kunstenaarsgroep La Jeune Peinture Belge met de schilders Louis Van Lint en Marc Mendelson. Via zijn contacten met Pierre Alechinsky raakte hij betrokken bij de Cobra-beweging. Cox voelde zich echter niet aangetrokken tot het spontane werk van Cobra, zodat hij zich al snel weer afkeerde van deze beweging.
In 1950 verhuisde hij naar New York, waar hij het meeste van zijn werk maakte. Cox werkte als "Head of the Painting Department", professor schilderkunst aan de school van het Museum of Fine Arts in Boston. Eind 1954 verbleef hij met een beurs van de Academia Belgica in Rome. Zijn indrukken van Rome werden aanvankelijk in Het Laatste Nieuws gepubliceerd, en later door het Liberaal Archief heruitgegeven. In 1976 verhuisde hij terug naar Antwerpen, waar hij zich geheel op zijn schilderswerk richtte, zoals in de oorlogsjaren van 1940-1945. Samen met toen jongelingen Fred Bervoets, Walter Goossens en Wilfried Pas vormt de oudere Jan Cox de kern van de galerie De Zwarte Panter in Antwerpen tijdens de jaren 70. In 1975-'76 houdt dit viermanschap een expositie in het Koninklijk Museum voor Schone Kunsten.
In 1966 won Cox de Prijs Berthe Art en de Eugène Baie-prijs. Hij was tevens graficus, hij maakte etsen en zeefdrukken, al dan niet in mapvorm in samenwerking met andere kunstenaars, voornamelijk uit de brede kring artiesten rond galerie De Zwarte Panter. Vanuit zijn periode in Boston is ook grafisch werk bekend. Cox maakte abstract werk, maar ging later ook over op meer figuratief werk en stond tevens onder invloed van het expressionisme.
In 1980 maakte hij een einde aan zijn leven, vanwege zijn steeds terugkerende depressiviteit. Toch bleef er na de dood van de schilder belangstelling bestaan voor de kunstenaar en mens Jan Cox. Zijn verfbroeder Fred Bervoets verbeeldt de levenslessen, vriendschap en verdriet rond Cox in zijn 'acide-verkeerd'-etsen als hommage aan zijn overleden vriend en leermeester.
Galeriehouder Adriaan Raemdonck van De Zwarte Panter heeft veel materiaal uit het archief van de galerie, waaronder Cox' originele koperen drukplaten en allerlei documenten, geschonken aan het Prentenkabinet van Plantin-Moretusmuseum. Belangrijke overzichtstentoonstellingen met telkens een uitgebreid geïllustreerd boek werd onder meer gehouden in galerie De Zwarte Panter (1986), in het Stedelijk Prentenkabinet van Plantin-Moretusmuseum (1996) en in Koninklijk Museum voor Schone Kunsten (2008) te Antwerpen.